# Љупчо Арсов
Љупчо Арсов — Гоце (Штип, 19. мај 1910 — Скопље, 18. новембар 1986) био је учесник Народноослободилачке борбе, друштвено-политички радник СФРЈ и СР Македоније, јунак социјалистичког рада и народни херој Југославије. Од 1979. до 1982. обављао је функцију председника Председништва СР Македоније.

## Биографија
Рођен је 19. маја 1910. године у Штипу. Године 1932. завршио је Високо-економске школу у Загребу и потом се запослио, као службеник у Хипотекарној банци у Београду. Још за време студија у Загребу приступио је омладинском револуционарном покрету, а 1940. године је постао члан Комунистичке партије Југославије. Када је службено премештен у Ваљево, тамо постаје инструктор КПЈ у Месном комитету, а 1941. године члан Рејонског комитета КПЈ у Београду.
После окупације Краљевине Југославије, вратио се у родни Штип и одмах се укључио у рад партијске организације и радио на припремама оружане борбе. Крајем 1941. године био је члан Месног комитета КПЈ за Битољ и радио је на припремама за формирање партизанског одреда. Почетком 1942. године бугарска полиција га је ухватила, али је због недостатка доказа убрзо пуштен из затвора.
У априлу 1942. године изабран је за члана Покрајинског комитета КПЈ за Македонију. Када је у јуну, отишао на састанак у Прилеп, полиција је 23. јуна опколила кућу у којој се одржавао састанак и приликом бекства, Љупчо је сломио ногу и био ухваћен. После четири месеца испитивања и мучења, био је интерниран. После повратка из интернације марта 1943. године постао је секретар Обласног комитета КПЈ у Штипу. Постао је члан Петог обласног комитета и комесар Пете оперативне зоне. Затим одлази на Скопску Црну Гору и у околини Врања, и 1. децембра 1943. године формира кумановски партизански батаљон „Орце Николов“. На терену је руководио партизанским акцијама, док није позван у Скопље, где је касније постао секретар Обласног комитета.
Био је већник на Другом засједању АВНОЈ-а и члан Главног штаба НОВ и ПО Македоније. На Првом заседању Антифашистичке скупштине народног ослобођења Македоније, 2. августа 1944. године у манастиру св. Прохор Пчињски, изабран је за потпредседника Председништва АСНОМ-а.
После ослобођења Југославије обављао је разне одговорне дужности:
- члан ЦК КП Македоније, од 1944.
- у првој влади НР Македоније изабран је за потпредсника и за министра финансија
- министар рада у Влади ФНРЈ, од 1948. до 1952.
- Председник Извршног већа Народног собрања НР Македоније, од 1953. до 1961.
- председник Народног собрања НР Македоније, од 1962. до 1963.
- председник Већа народа Савезне скупштине СФРЈ
- републички и савезни народни посланик, у свим скупштинским сазивима до 1967.
- председник ССРН Македоније, од 1967. до 1971.
- прдеседник Председништва СР Македоније, од 1979. до 1982.
- члан Савета федерације

Умро је 18. новембра 1986. у Скопљу. Сахрањен је у Алеји великана на гробљу Бутел у Скопљу.
Носилац је Партизанске споменице 1941. и других југословенских одликовања, међу којима су Орден народног ослобођења, Орден заслуга за народ првог реда, Орден братства и јединства првог реда, Орден за храброст и др. Указом председника Јосипа Броза Тита одликован је 27. новембра 1953. Орденом народног хероја, а 6. маја 1970. Орденом јунака социјалистичког рада.